# 普羅夫迪夫體育場
普羅夫迪夫體育場是一座位於保加利亞普羅夫迪夫的綜合體育場。目前主要用於舉辦田徑賽事。它1950年啟用，可容納於55000人。
42°08′59″N 24°43′11″E / 42.14972°N 24.71972°E